# Zwei Frauen am Berg
Zwei Frauen am Berg ist der Bildtitel eines Gemäldes von Franz Marc (1880–1916). Es gehört zu den Frühwerken des Malers und ist Bestandteil der Bayerischen Staatsgemäldesammlungen.

## Geschichte

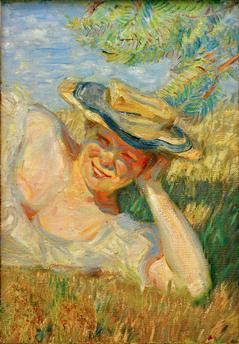
Porträt Maria Marc

Im Jahr 1905 hatte Marc die Malerinnen Marie Schnür und Maria Franck kennengelernt, die beide später seine Ehefrauen wurden. Den Sommer 1906 verbrachte er in Kochel. Dabei malte er die beiden im Freien auf einer Alm. Er fertigte zunächst eine kleine Ölskizze an, nach der er später ein großformatiges Ölgemälde malte. Am 1. August schrieb er an Maria Franck: „Das Bild von euch zweien ist schon aufgezeichnet.“ Später zerschnitt er das große Gemälde. Als Rest ist davon noch das Porträt Maria Marc im Schloßmuseum Murnau erhalten.
1985 erwarben die Bayerischen Staatsgemäldesammlungen das Bild aus dem Nachlass von Maria Marc, geb. Franck. Es hängt als Dauerleihgabe im Franz Marc Museum in Kochel am See.

## Beschreibung
Die Ölskizze ist 15,5 cm hoch und 24,7 cm breit. Sie wurde mit Ölfarbe auf Leinwand gemalt und auf Pappe aufgezogen.
Das Bild zeigt die beiden Frauen auf einer Bergwiese. Im Vordergrund sitzt Marie Schnür in weißem Kleid und blauer Jacke und blickt nach hinten zu Maria Franck, die ganz in Weiß gekleidet und mit einem Hut auf dem Kopf auf der Wiese liegt. Maria bedeckt ihr Gesicht gegen die von vorn einfallende Sonne mit der Hand und scheint in einem Buch zu lesen, das vor ihr auf der Wiese liegt. Im Hintergrund sind die Berge der Bayerischen Voralpen angedeutet. 
Die hellen Farben sind mit einem breiten Pinselstrich aufgetragen. Anstelle einer naturgetreuen Wiedergabe fängt Marc dadurch die Stimmung der Szene ein.

## Variation

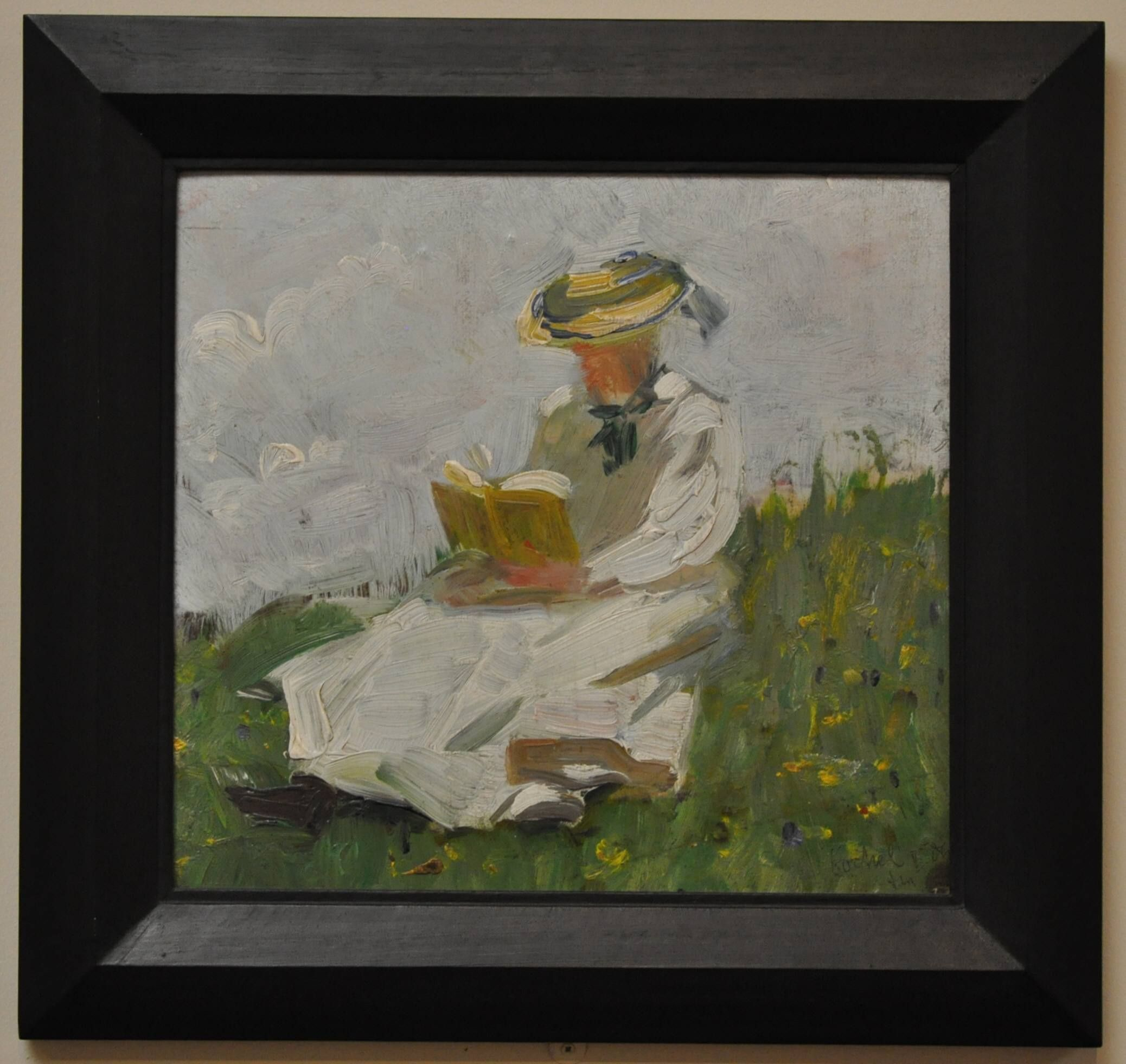
Franz Marc: Lesende Frau im Grünen (1906)

Bei dem Aufenthalt in Kochel entstand auch ein Bild von Maria Franck, ebenfalls in Weiß und mit Hut, unter dem Titel Lesende Frau im Grünen. Es ist ebenfalls seit 1985 Bestandteil der Bayerischen Staatsgemäldesammlungen und hängt als Dauerleihgabe im Franz Marc Museum in Kochel am See.